# Mesopolobus mayetiolae
Mesopolobus mayetiolae är en stekelart som först beskrevs av Charles Joseph Gahan 1919.  Mesopolobus mayetiolae ingår i släktet Mesopolobus och familjen puppglanssteklar. Inga underarter finns listade i Catalogue of Life.